# Lesjaskogsvatnet

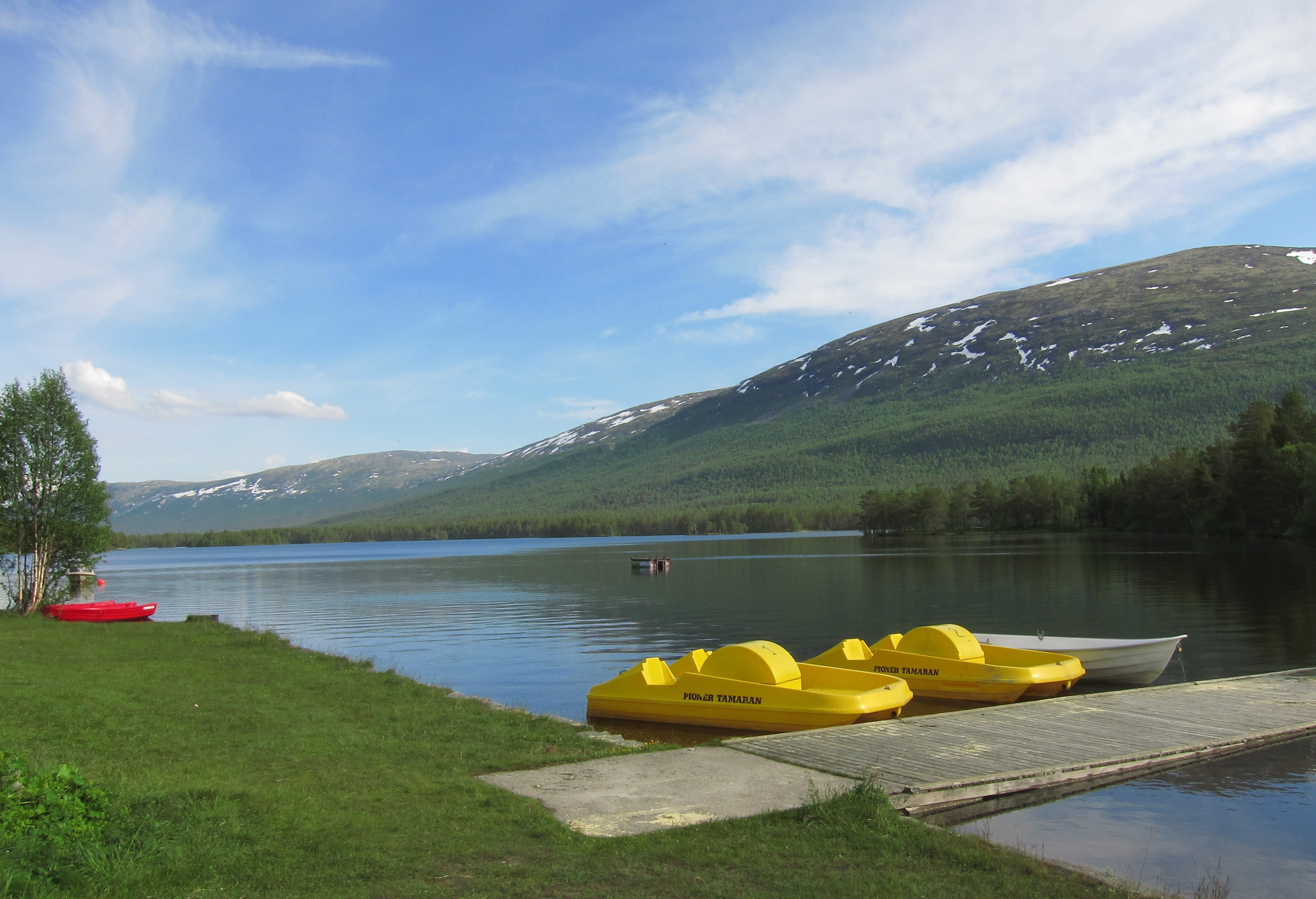
Lesjaskogsvatnet

Lesjaskogsvatnet è un grande lago della Norvegia, che serve come raccoglitore per il Gudbrandsdalslågen, che scorre attraverso il fondo della valle Gudbrandsdal, terminando la sua corsa nel Mjøsa. 
Nel lago è stata costruita una diga per servire le Acciaierie Lesja intorno al 1660 e ora ha due sbocchi. Scorrono sia verso est nel Gudbrandsdalslågen sia verso ovest nel Rauma nella magnifica valle di Romsdal.